# Littleton (Colorado)
Littleton es una ciudad ubicada en el condado de Arapahoe en el estado estadounidense de Colorado. En el censo de 2020 tenía una población de 45 652 habitantes y una densidad poblacional de 1,281.92 personas por km². Actualmente Littleton pertenece a la gran área metropolitana de Denver y se considera un suburbio de ésta.

## Historia
Littleton fue fundada como colonia permanente en 1859 remontando a las máximas acometidas del oro. Junto a los buscadores de oro llegaron comerciantes que desarrollaron el comercio y así surgió prosperidad y población. En un principio el pueblo fue destinado como aldea agrícola para satisfacer a la incipiente Denver y la necesidad de agua para el cultivo llevaron a la necesidad de contratar ingenieros como Richard Sullivan de Nuevo Hampshire, el cual creó zanjas para llevar agua a granjas y comercios.
El 20 de abril de 1999 dos jóvenes, Eric Harris y Dylan Klebold entraron en el instituto Columbine armados y abrieron fuego, asesinando a 12 alumnos y 1 profesor, antes de suicidarse. Es la tercera peor masacre en un recinto educativo y la más letal en un instituto en la historia de Estados Unidos.

## Geografía
Littleton se encuentra ubicada en las coordenadas 39°35′25″N 105°1′12″O / 39.59028, -105.02000. Según la Oficina del Censo de los Estados Unidos, Littleton tiene una superficie total de 35.93 km², de la cual 33.62 km² corresponden a tierra firme y (6.44%) 2.32 km² es agua.

## Demografía
Según el censo de 2010, había 41 737 personas residiendo en Littleton. La densidad de población era de 1161,51 hab./km². De los 41 737 habitantes, Littleton estaba compuesto por el 89.01% blancos, el 1.4% eran afroamericanos, el 0.83% eran amerindios, el 2.18% eran asiáticos, el 0.06% eran isleños del Pacífico, el 3.91% eran de otras razas y el 2.61% pertenecían a dos o más razas. Del total de la población el 12.43% eran hispanos o latinos de cualquier raza.

## Gobierno
La Institución Correccional Federal, Englewood (FCI Englewood) de la Agencia Federal de Prisiones (BOP) tiene una dirección postal que dice "Littleton, Colorado" y un nombre de Englewood (Colorado), pero no está en proximidad a cualquier lugar.

## Educación
Las Escuelas Públicas de Littleton gestiona escuelas públicas.

## Lugares de interés
- Jardín Botánico de Denver en Chatfield
- Hudson Gardens
- Town Hall Arts Center, proporciona espectáculos profesionales de teatro a la zona circundante de Chatfield.
- The Littleton Museum
- The Gravesite of Alferd Packer Alferd Packer

## Ciudades hermanada
- Bega, Nueva Gales del Sur, Australia

## Personajes más conocidos
- Melissa Benoist, actriz y cantante estadounidense.
- Integrantes de la famosa banda estadounidense R5 (Ross Lynch, Rydel Lynch, Riker Lynch y Rocky Lynch)
- Eric Harris y Dylan Klebold, infames perpetradores de la masacre de la Escuela Secundaria de Columbine.
- Matt Stone Cocreador de la serie South Park creció en el pueblo y asistió al Instituto Columbine. No guarda buen recuerdo del pueblo ni de Columbine
- Cole Bassett, futbolista